# Jemen na Letnich Igrzyskach Olimpijskich 1992
Jemen na Letnich Igrzyskach Olimpijskich 1992 reprezentowało ośmiu zawodników (sami mężczyźni). Był to debiut reprezentacji Jemenu na letnich igrzyskach olimpijskich.

## Skład kadry

### Judo
Mężczyźni
- Salah Al-Humaidi - waga do 60 kg - 23. miejsce,
- Mansour Al-Soraihi - waga do 65 kg - 24. miejsce,
- Mohamed Al-Jalai - waga do 71 kg - 34. miejsce,
- Ahmed Al-Shiekh - waga do 78 kg - 22. miejsce,
- Yahia Mufarrih - waga do 86 kg - 21. miejsce,

### Lekkoatletyka
Mężczyźni
- Anwar Mohamed - bieg na 800 m - odpadł w eliminacjach,
- Awad Salah Nasser - bieg na 1500 m - odpadł w eliminacjach,
- Khalid Al-Estashi - bieg na 10 000 m - odpadł w eliminacjach,